# Katarina Olofsdotter (abbedissa)
Katarina Olofsdotter var en svensk nunna. Hon var abbedissa i Sko kloster i Uppland. 
Hon utfärdade den 5 januari 1521 ett upprop till Västerås stift om bidrag till att slutföra klostrets slutliga återuppförande efter branden tjugo år tidigare. Hon var vid den tidpunkten vald men ännu inte vigd abbedissa. Söndagen efter Qvasimodogeniti 1521 mottog hon en varning från ärkebiskop Gustaf Trolle, som varnade henne för att uppta världsliga personer i klostret, något hon hade gjort då hon 1520 gett asyl åt Gustav Vasas syster Margareta Eriksdotter (Vasa). 